# I Feel Cream
I Feel Cream è il quinto album in studio della cantante canadese Peaches, pubblicato nell'aprile 2009.

## Tracce
1. Serpentine (I Don't Give A... Pt. 2) – 3:22
2. Talk to Me – 3:07
3. Lose You – 3:34
4. Talk to Me – 4:34
5. Billionaire – 3:26
6. I Feel Cream – 4:33
7. Trick or Treat – 3:17
8. Show Stopper – 2:17
9. Mommy Complex – 2:57
10. Mud – 3:08
11. Relax – 3:29
12. Take You On – 3:44